# Philonotis rificuspis
Philonotis rificuspis är en bladmossart som beskrevs av Bescherelle 1891. Philonotis rificuspis ingår i släktet källmossor, och familjen Bartramiaceae. Inga underarter finns listade i Catalogue of Life.